# CLDN18
CLDN18‏ (Claudin 18) هوَ بروتين يُشَفر بواسطة جين CLDN18 في الإنسان.